# Bradunia basistriga
Bradunia basistriga là một loài bướm đêm trong họ Noctuidae.